# Bănderitsa
La Bănderitsa è una pista sciistica situata a Bansko, in Bulgaria. Sul pendio, che si snoda sul Todorka, si tengono gare della Coppa del Mondo di sci alpino. La pista è composta da due parti, dedicate a due grandi sciatori del passato, quella superiore, detta Marc Girardelli, e quella inferiore, detta Alberto Tomba.

## Albo d'oro

### Uomini

#### Slalom gigante
| Data                               | Competizione     | Primo                | Secondo               | Terzo               |
| ---------------------------------- | ---------------- | -------------------- | --------------------- | ------------------- |
| Coppa del Mondo di sci alpino 2012 | 18 febbraio 2012 | Marcel Hirscher      | Massimiliano Blardone | Marcel Mathis       |
| Coppa del Mondo di sci alpino 2019 | 24 febbraio 2019 | Henrik Kristoffersen | Marcel Hirscher       | Thomas Fanara       |
| Coppa del Mondo di sci alpino 2021 | 27 febbraio 2021 | Filip Zubčić         | Mathieu Faivre        | Stefan Brennsteiner |
| Coppa del Mondo di sci alpino 2021 | 28 febbraio 2021 | Mathieu Faivre       | Marco Odermatt        | Alexis Pinturault   |
| Coppa del Mondo di sci alpino 2024 | 10 febbraio 2024 | Marco Odermatt       | Alexander Steen Olsen | Manuel Feller       |

#### Slalom speciale
| Data                               | Competizione     | Primo           | Secondo          | Terzo                |
| ---------------------------------- | ---------------- | --------------- | ---------------- | -------------------- |
| Coppa del Mondo di sci alpino 2011 | 27 febbraio 2011 | Mario Matt      | Reinfried Herbst | Jean-Baptiste Grange |
| Coppa del Mondo di sci alpino 2012 | 19 febbraio 2012 | Marcel Hirscher | André Myhrer     | Stefano Gross        |

#### Combinata alpina
| Data                               | Competizione     | Primo             | Secondo         | Terzo          |
| ---------------------------------- | ---------------- | ----------------- | --------------- | -------------- |
| Coppa del Mondo di sci alpino 2019 | 22 febbraio 2019 | Alexis Pinturault | Marcel Hirscher | Štefan Hadalin |

#### Supercombinata
| Data                               | Competizione     | Primo               | Secondo          | Terzo                    |
| ---------------------------------- | ---------------- | ------------------- | ---------------- | ------------------------ |
| Coppa del Mondo di sci alpino 2011 | 26 febbraio 2011 | Christof Innerhofer | Felix Neureuther | Thomas Mermillod Blondin |

### Donne

#### Discesa libera
| Data                               | Competizione     | Prima              | Seconda            | Terza                       |
| ---------------------------------- | ---------------- | ------------------ | ------------------ | --------------------------- |
| Coppa del Mondo di sci alpino 2009 | 27 febbraio 2009 | Fabienne Suter     | Andrea Fischbacher | Nadia Fanchini Lindsey Vonn |
| Coppa del Mondo di sci alpino 2009 | 28 febbraio 2009 | Andrea Fischbacher | Tina Maze          | Fabienne Suter              |
| Coppa del Mondo di sci alpino 2020 | 24 gennaio 2020  | Mikaela Shiffrin   | Federica Brignone  | Joana Hählen                |
| Coppa del Mondo di sci alpino 2020 | 25 gennaio 2020  | Elena Curtoni      | Marta Bassino      | Federica Brignone           |

#### Supergigante
| Data                               | Competizione     | Prima            | Seconda        | Terza              |
| ---------------------------------- | ---------------- | ---------------- | -------------- | ------------------ |
| Coppa del Mondo di sci alpino 2009 | 1º marzo 2009    | Lindsey Vonn     | Fabienne Suter | Tina Maze          |
| Coppa del Mondo di sci alpino 2012 | 26 febbraio 2012 | Lindsey Vonn     | Tina Weirather | Daniela Merighetti |
| Coppa del Mondo di sci alpino 2015 | 2 marzo 2015     | Anna Fenninger   | Tina Maze      | Lindsey Vonn       |
| Coppa del Mondo di sci alpino 2020 | 26 gennaio 2020  | Mikaela Shiffrin | Marta Bassino  | Lara Gut-Behrami   |

#### Combinata alpina
| Data                               | Competizione  | Prima          | Seconda   | Terza          |
| ---------------------------------- | ------------- | -------------- | --------- | -------------- |
| Coppa del Mondo di sci alpino 2015 | 1º marzo 2015 | Anna Fenninger | Tina Maze | Kathrin Zettel |